# Пожажисько
Пожажисько (пол. Pożarzysko, нім. Hohenposeritz) — село в Польщі, у гміні Жарув Свідницького повіту Нижньосілезького воєводства.
Населення — 261 особа (2011).
У 1975-1998 роках село належало до Валбжиського воєводства.

## Демографія
Демографічна структура станом на 31 березня 2011 року:
|          | Загалом | Допрацездатний вік | Працездатний вік | Постпрацездатний вік |
| -------- | ------- | ------------------ | ---------------- | -------------------- |
| Чоловіки | 133     | 20                 | 100              | 13                   |
| Жінки    | 128     | 20                 | 78               | 30                   |
| Разом    | 261     | 40                 | 178              | 43                   |